# Adelaide City FC
Adelaide City FC is een voetbalclub uit Adelaide, Australië. In het verleden heeft de club ook gespeeld onder de namen Adelaide Force en Adelaide City Force. Jarenlang speelde de club in de National Soccer League, maar vlak voor de start van het seizoen 2003/04 trok de club zich daaruit terug en werd er deelgenomen aan de South Australian Premier League (2003-2006) en vervolgens de South Australian Super League.
De club werd in 1946 opgericht door mensen met een Italiaanse achtergrond. De club heette aanvankelijk Juventus, een verwijzing naar de Italiaanse topclub Juventus FC en daarom speelde de club in dezelfde zwart-wit gestreepte shirt. Mede door de shirts kreeg de ploeg al snel de bijnaam Zebras. In 1966 nam de club de naam Juventus Adelaide aan en in 1977 Adelaide City. Door de jaren heen heeft de ploeg de nodige prijzen gewonnen in Australië, zowel in de nationale als de Zuid-Australische competitie. In 1987 won de club de belangrijkste Oceanische clubcompetitie, het OFC Club Championship. In 2005 werd het kampioenschap van de South Australian Premier League behaald na een 2–1-overwinning op stadgenoot Adelaide Raiders.

## Erelijst
- National Soccer League: 1986, 1992, 1994
- NSL Cup: 1979, 1989, 1992
- South Australian Premier League: 1953, 1954, 1956, 1957, 1958, 1959, 1963, 1964, 1967, 1970, 1972, 1974, 2005,  2006, 2007, 2008, 2010, 2021
- South Australian Super League: 2008, 2016
- Federation Cup: 1953, 1955, 1957, 1958, 1959, 1963, 1965, 1969, 1970, 1971, 1972, 1973, 1976, 2006, 2007, 2013, 2014
- OFC Club Championship: 1987

## Internationale wedstrijden
| Seizoen | Competitie            | Ronde | Land                   | Club                 | Uitslagen    |
| ------- | --------------------- | ----- | ---------------------- | -------------------- | ------------ |
| 1987    | OFC Club Championship | F     | Vlag van Nieuw-Zeeland | Mount Wellington AFC | 1-1 ns (4-1) |

## Bekende spelers
- John Aloisi
- Ross Aloisi
- Justin Fashanu
- Aurelio Vidmar
- Tony Vidmar